# Mallerenga de bigotis
La mallerenga de bigotis o mallerenga de canyar (Panurus biarmicus), coneguda com a xau o xauet al País Valencià, és l'única espècie present als Països Catalans de la família Timaliidae. Modernament, algunes classificacions la consideren l'única espècie de la família dels panúrids (Panuridae).

## Morfologia
- Fa 16 cm de llargària total.
- El mascle té dues taques negres com bigotis, que van de l'ull cap al pit; el cap és de color gris i el dors és de color castany, igual que la llarga cua.
- La femella és de color terrós i no té bigotis.

## Subespècies
- Panurus biarmicus biarmicus
- Panurus biarmicus kosswigi
- Panurus biarmicus occidentalis
- Panurus biarmicus russicus

## Reproducció
Forma colònies reproductives a partir del mes d'abril, i construeix un niu ben amagat entre les canyes i els canyissos i en el qual diposita de quatre a cinc ous. No ha estat constatada la seua reproducció a les Illes Balears ni al delta de l'Ebre, malgrat que en aquest darrer indret se'n pot observar individus durant l'època hivernal.

## Alimentació
Menja pugons a l'estiu i llavors a l'hivern.

## Hàbitat
Viu als càrritxos i fangars, a prop de l'aigua.

## Distribució geogràfica
Habita les regions temperades d'Euràsia i a l'Àfrica del Nord.

## Costums
Té un vol ondulant i és una espècie sedentària, molt lligada als ambients palustres dels Països Catalans.

## Observacions
És vulnerable als forts vents, els quals poden matar-ne molt exemplars.